# Sarandí de Cebollatí
Sarandí de Cebollatí és una entitat de població de l'Uruguai, ubicada al nord-est del departament de Lavalleja.
Es troba a 32 metres sobre el nivell del mar. Té una població aproximada de 90 habitants.